# Laureto Tieri
Laureto Tieri (Bolognano, 24 febbraio 1879 – Firenze, 1952) è stato un fisico italiano.

## Biografia
Laureatosi in fisica all'Università di Roma nel 1903, subito dopo fu assistente di Pietro Blaserna e incaricato di fisica sperimentale a Roma. Conseguito l'ordinariato in questa disciplina nel 1924, prese servizio all'Università di Messina, rimanendovi fino al 1933, quando passò alla stessa cattedra dell'Università di Firenze, del cui Istituto di Fisica assunse anche la direzione.
Si occupò soprattutto di indagini sul magnetismo e sull'emissione termoionica, compiendo esperienze sull'effetto Hall nel bismuto e su altri effetti magneto-meccanici (effetto Matteucci, etc.). Compì inoltre nuove misurazioni della costante di Avogadro.
Fu membro della Società italiana per il progresso delle scienze.
Fu socio corrispondente dell'Accademia nazionale dei Lincei dal 1935.
Formatosi alla scuola di Blaserna, egli era senza dubbio un abile sperimentatore, ma rimase un po' tagliato fuori, come quasi tutti quelli della sua generazione, dagli ultimi sviluppi della fisica atomica che stava allora nascendo. Ciò nonostante egli lasciò sempre ampia libertà di ricerca agli assistenti che trovò o che, più tardi, egli stesso nominò ad Arcetri, stimolandoli anzi sempre a seguire i propri interessi scientifici e sempre compiacendosi dei loro successi.
Dopo che questi stessi successi avevano provocato la partenza da Firenze di persone come Enrico Fermi, Franco Rasetti e Bruno Rossi e, poco dopo, durante la sua stessa direzione, di Giulio Racah e Giuseppe Occhialini, egli cercò sempre di rilanciare una così felice tradizione con i giovani che, via via, si laureavano a Firenze. Ma alle già difficili condizioni, si unirono le leggi razziali antisemite e le congiunture della seconda guerra mondiale, cosicché egli non poté veder realizzate tali sue aspirazioni e progetti. Ebbe però la soddisfazione, nel 1949, di vedere chiamato a succedergli Simone Franchetti, che lui stesso aveva nominato assistente.
In collaborazione con Virgilio Polara fu autore di alcuni manuali di fisica sperimentale e di esercizi.